# MOL Campus
MOL Campus je neomoderna poslovna zgradba in sedež skupine MOL, ki stoji v Budimpešti na Madžarskem, zasnovali pa so jo v britanski arhitekturni skupini Foster and Partners. Stolp je od izgranje leta 2022 najvišja stavba v Budimpešti in na Madžarskem. Poslopje sestavlja 30-nadstropni stolp s podestom in tako ustvari enoten kampus.

## Galerija
- Vizualizacija končane stavbe
- Med izgradnjo